# Bibliografia Regionalna Województwa Podkarpackiego
Bibliografia Regionalna Województwa Podkarpackiego jest opracowywana przez Dział Informacyjno-Bibliograficzny Wojewódzkiej i Miejskiej Biblioteki Publicznej w Rzeszowie i gromadzi wykaz źródeł zawierających informacje dotyczące Podkarpacia w aspekcie historycznym i współczesnym, obejmując zagadnienia społeczne, kulturowe i polityczne oraz rejestrując ogół piśmiennictwa. Zakres bibliografii regionalnej uwzględnia materiały z wszystkich dziedzin. Jest częścią ogólnopolskiego systemu bibliografii regionalnych i pełni funkcję uzupełniającą dla narodowych wykazów publikacji.
Zbiory są rejestrowane od 1944 r. do chwili obecnej, uzupełniane na bieżąco o nowe opisy. Wśród nich znajdują się książki, czasopisma, artykuły z czasopism, prace w wydawnictwach zbiorowych, mapy, dokumenty życia społecznego, fragmenty książek.

## Historia bibliografii województwa podkarpackiego
Dotąd drukiem ukazało się 32 tomy bibliograficzne za lata 1944-1994. Początkowo nosiła nazwę Bibliografia Rzeszowszczyzny, a następnie przybrała miano Bibliografia województw: krośnieńskiego, przemyskiego, rzeszowskiego i tarnobrzeskiego.
Od 1997 r. bibliografia regionalna jest tworzona poprzez komputerową bazę bibliograficzną. Aktualny System Bibliografii Regionalnej jest dostępny nieprzerwanie od 2008 roku, tworzony równolegle z 15 bibliotekami powiatowymi i pełniącymi funkcję bibliotek powiatowych w województwie podkarpackim.